# Aeroporto di Anaco
L'Aeroporto di Anaco (IATA: AAO, ICAO: SVAN) (in inglese Anaco Airport, in spagnolo Aeropuerto de Anaco), è un piccolo scalo aeroportuale venezuelano situato nel tessuto urbano di Anaco, popolosa città nella zona centrale dello stato federato di Anzoátegui.

## Storia

### Incidenti
Il 22 agosto 2007, un monomotore Cessna U206G privato, marche YV1562, si è schiantato in avvicinamento poco prima dell'aeroporto, provocando la morte dei due membri dell'equipaggio. Poiché l'aerodromo si trova al centro della zona residenziale della città, a causa di questo e di precedenti incidenti l'allora sindaco di Anaco, Jacinto Romero Luna, decise di chiudere lo scalo. In seguito è stato riaperto al traffico aereo.

## Struttura
La struttura, posta a 224 m s.l.m. (721 ft), comprende un terminal, strutture di servizio e ricovero velivoli, una torre di controllo del traffico aereo e una pista con superficie in asfalto lunga 1 185 e larga 40 m (3 888 × 131 ft), con orientamento 10/28.

## Statistiche
Questo grafico non è disponibile a causa di un problema tecnico.
Si prega di non rimuoverlo.
Vedi la query Wikidata di origine.